# Polynom vierten Grades
In der Algebra ist ein Polynom vierten Grades ein Polynom der Form
{\displaystyle f(x)=ax^{4}+bx^{3}+cx^{2}+dx+e,}
mit {\displaystyle a} ungleich Null. Eine quartische Funktion ist die diesem Polynom entsprechende Abbildung {\displaystyle f\colon \mathbb {R} \to \mathbb {R} }. Eine biquadratische Funktion ist eine quartische Funktion mit {\displaystyle b=0} und {\displaystyle d=0}.
Eine quartische Gleichung oder Gleichung vierten Grades ist eine Gleichung der Form
{\displaystyle ax^{4}+bx^{3}+cx^{2}+dx+e=0}
mit {\displaystyle a\not =0}. Entsprechend spricht man auch von biquadratischen Gleichungen.

## Eigenschaften quartischer Funktionen
Im Folgenden sei {\displaystyle f\colon \mathbb {R} \to \mathbb {R} } eine durch {\displaystyle f(x)=ax^{4}+bx^{3}+cx^{2}+dx+e,} mit {\displaystyle a\not =0} definierte quartische Funktion.

### Verhalten im Unendlichen
Wie bei allen ganzrationalen Funktionen von geradem Grad gilt
{\displaystyle \lim \limits _{x\to +\infty }f(x)=+\infty }, {\displaystyle \lim \limits _{x\to -\infty }f(x)=+\infty },
falls der führende Koeffizient {\displaystyle a} positiv ist, und
{\displaystyle \lim \limits _{x\to +\infty }f(x)=-\infty }, {\displaystyle \lim \limits _{x\to -\infty }f(x)=-\infty },
falls {\displaystyle a} negativ ist.

### Nullstellen
Ein Polynom vierten Grades hat höchstens vier Nullstellen, kann aber auch keine reellen Nullstellen haben. Es hat, wenn Nullstellen entsprechend ihrer Vielfachheit gezählt werden, genau vier komplexe Nullstellen. Falls alle Nullstellen reell sind, ist die Diskriminante nichtnegativ. Die Umkehrung gilt nicht, das Polynom {\displaystyle x^{4}+4} hat positive Diskriminante, aber keine reellen Nullstellen.
Für die (komplexen) Nullstellen gibt es eine Lösungsformel, siehe Quartische Gleichung. Das numerische Auffinden reeller Nullstellen ist beispielsweise mit dem Newton-Verfahren möglich.

### Lokale Extrema
Als Polynomfunktion ist {\displaystyle f} beliebig oft differenzierbar;
für ihre 1. Ableitung {\displaystyle f'} ergibt sich die kubische Funktion
{\displaystyle f'(x)=4ax^{3}+3bx^{2}+2cx+d}.
Ist deren Diskriminante positiv, so besitzt {\displaystyle f} genau drei lokale Extrema, nämlich für {\displaystyle a>0} ein lokales Maximum und zwei lokale Minima oder für {\displaystyle a<0} zwei lokale Maxima und ein lokales Minimum.

### Wendepunkte
Eine quartische Funktion {\displaystyle f} besitzt höchstens zwei Wendepunkte {\displaystyle (x_{W};f(x_{W}))}. Die Wendestellen {\displaystyle x_{W}} sind die Nullstellen der 2. Ableitung {\displaystyle f''(x)=12ax^{2}+6bx+2c}.

## Polynome vierten Grades
Sei {\displaystyle R} ein beliebiger Ring. Als Polynome vierten Grades über {\displaystyle R} bezeichnet man Ausdrücke der Form
{\displaystyle ax^{4}+bx^{3}+cx^{2}+dx+e\in R[x]}
mit {\displaystyle a,b,c,d,e\in R} und {\displaystyle a\not =0}. Formal handelt es sich um Elemente des Polynomringes vom Grad 4, sie definieren Abbildungen von {\displaystyle R} nach {\displaystyle R}. Für {\displaystyle R=\mathbb {R} } handelt es sich im obigen Sinne um quartische Funktionen.
Falls {\displaystyle R} ein algebraisch abgeschlossener Körper ist, zerfällt jedes Polynom vierten Grades als Produkt vierer Linearfaktoren.
Allgemeiner sind quartische Polynome in {\displaystyle n} Variablen Ausdrücke der Form
{\displaystyle \sum _{i,j,k,l=1}^{n}a_{i,j,k,l}x_{i}x_{j}x_{k}x_{l}+\sum _{i,j,k=1}^{n}b_{i,j,k}x_{i}x_{j}x_{k}+\sum _{i,j=1}^{n}c_{i,j}x_{i}x_{j}+\sum _{i=1}^{n}d_{i}x_{i}+e\in R[x_{1},\ldots ,x_{n}]},
wobei nicht alle {\displaystyle a_{i,j,k,l}} Null sein sollen.
Diese Polynome definieren Abbildungen von {\displaystyle R^{n}} nach {\displaystyle R}. Ihre Nullstellenmengen im {\displaystyle R^{n}} werden für {\displaystyle n=2} als quartische Kurven  und für {\displaystyle n=3} als quartische Flächen bezeichnet.

## Lösung der Gleichung vierten Grades durch Radikale (Wurzelausdrücke)

### Natur der Lösungen
Für die quartische Gleichung
{\displaystyle ax^{4}+bx^{3}+cx^{2}+dx+e=0}
mit reellen Koeffizienten {\displaystyle a,b,c,d,e} und {\displaystyle a\neq 0} ist die Natur der Wurzeln (der Lösungen) im Wesentlichen gegeben durch das Vorzeichen der sogenannten Diskriminante
{\displaystyle {\begin{aligned}\Delta \ =\ &256a^{3}e^{3}-192a^{2}bde^{2}-128a^{2}c^{2}e^{2}+144a^{2}cd^{2}e-27a^{2}d^{4}\\&+144ab^{2}ce^{2}-6ab^{2}d^{2}e-80abc^{2}de+18abcd^{3}+16ac^{4}e\\&-4ac^{3}d^{2}-27b^{4}e^{2}+18b^{3}cde-4b^{3}d^{3}-4b^{2}c^{3}e+b^{2}c^{2}d^{2}\end{aligned}}}
Zusätzlich muss man noch vier weitere Polynome betrachten. Man erhält daraus die Information, wie viele Nullstellen reell und wie viele echt komplex sind.

### Allgemeine Formeln für die Wurzeln

Volle Lösungsformel. Zu kompliziert, um wirklich nützlich zu sein.

Die vier Wurzeln {\displaystyle x_{1}}, {\displaystyle x_{2}}, {\displaystyle x_{3}} und {\displaystyle x_{4}} der allgemeinen quartischen Gleichung
{\displaystyle ax^{4}+bx^{3}+cx^{2}+dx+e=0\,}
mit a ≠ 0 ergeben sich aus der folgenden Formel.
{\displaystyle {\begin{aligned}x_{1,2}\ &=-{\frac {b}{4a}}-S\pm {\frac {1}{2}}{\sqrt {-4S^{2}-2p+{\frac {q}{S}}}}\\x_{3,4}\ &=-{\frac {b}{4a}}+S\pm {\frac {1}{2}}{\sqrt {-4S^{2}-2p-{\frac {q}{S}}}}\end{aligned}}}
mit p und q wie folgt
{\displaystyle {\begin{aligned}p&={\frac {8ac-3b^{2}}{8a^{2}}}\\q&={\frac {b^{3}-4abc+8a^{2}d}{8a^{3}}}\end{aligned}}}
wobei
{\displaystyle {\begin{aligned}S&={\frac {1}{2}}{\sqrt {-{\frac {2}{3}}\ p+{\frac {1}{3a}}\left(Q+{\frac {\Delta _{0}}{Q}}\right)}}\\Q&={\sqrt[{3}]{\frac {\Delta _{1}+{\sqrt {\Delta _{1}^{2}-4\Delta _{0}^{3}}}}{2}}}\end{aligned}}}
(falls {\displaystyle S=0} oder {\displaystyle Q=0}, siehe unter Spezialfälle der Formel unten)
hierbei ist
{\displaystyle {\begin{aligned}\Delta _{0}&=c^{2}-3bd+12ae\\\Delta _{1}&=2c^{3}-9bcd+27b^{2}e+27ad^{2}-72ace\end{aligned}}}
und
{\displaystyle \Delta _{1}^{2}-4\Delta _{0}^{3}=-27\Delta \ ,} wobei {\displaystyle \Delta } die oben genannte Diskriminante ist. Für die in {\displaystyle Q} auftretende dritte Wurzel, kann jede beliebige der komplexen dritten Wurzeln genutzt werden.

#### Spezialfälle der Formel
- Falls {\displaystyle \Delta \neq 0} und {\displaystyle \Delta _{0}=0,} muss das Vorzeichen von {\displaystyle {\sqrt {\Delta _{1}^{2}-4\Delta _{0}^{3}}}={\sqrt {\Delta _{1}^{2}}}}  so gewählt werden, dass {\displaystyle Q\neq 0,}.
- Falls {\displaystyle S=0,} muss die Wahl der dritten Wurzel in der Definition von {\displaystyle Q} so geändert werden, dass {\displaystyle S\neq 0.} Dies ist immer möglich, außer wenn das Polynom vierten Grades als {\displaystyle \left(x+{\tfrac {b}{4a}}\right)^{4}} faktorisiert werden kann, wodurch die Lösungen gegeben sind.